# Tanya Muzinda
Tanyaradzwa Adel Muzinda, coneguda com a Tanya Muzinda   (Harare, 30 d'abril de 2004), és una pilot de motocròs de Zimbàbue. Va ser la primera dona a guanyar un campionat de motocròs a Zimbàbue.

## Biografia
Muzinda va néixer a Harare l'any 2004 i va començar a anar en moto quan tenia cinc anys animada pel seu pare entusiasta, Tawanda. La seva mare es diu Adiyon i té tres germans.
L'any 2017 va tenir una caiguda que li va afectar el maluc i li va provocar dificultats per caminar durant diversos mesos. El mateix any va competir en la seva primera cursa a l'estranger quan va córrer al Campionat Britànic infantil de HL Racing que es va celebrar a la pista de Motoland, prop de Mildenhall. Va gaudir de la cursa i va quedar tercera.
Els campionats de motocròs es van organitzar per primera vegada a Rhodèsia (ara Zimbàbue) l'any 1957. Cap dona havia guanyat mai un campionat fins que Muzinda ho va fer.
La Unió Africana la va reconèixer com a esportista júnior de l'any el 2018. A finals del 2019, ella i la seva família es van traslladar a Florida amb el suport de la italiana Stefy Bau, que havia estat tres vegades campiona mundial de motocròs. Bau es va convertir en la seva mànager, mentre el seu pare continuava com a entrenador d'ella i de dos dels seus germans. Muzinda és ambaixadora honorària de la Unió Europea per a la joventut, el gènere, l'esport i el desenvolupament a Zimbàbue.
El 2021 va ser nomenada com una de les 100 dones de la BBC. Els seus guanys li han permès pagar les taxes escolars de 100 nenes i nens a Harare.